# Ефимов, Александр Николаевич (писатель)
Александр Николаевич Ефимов (12 августа 1937, Слуцк, Белоруссия — 5 июня 1999, Киев, Украина) — украинский советский детский писатель, литературный критик.

## Биография
Сын потомственного военного, офицера, погибшего в боях за Украину во время Великой Отечественной войны. После освобождения Киева от немецких оккупантов с матерью переехал в Киев.
Окончил русское отделение филологического факультета Киевского университета, работал журналистом в украинской прессе. Был на издательской и редакторской работе, в том числе в издательстве «Радуга», в журнале «Барвинок».
Некоторое время возглавлял киевский Дом детской книги.

## Творчество
Свою литературную деятельность А. Ефимов начал как критик, выступая с многочисленными обзорами, рецензиями, литературно-критическими статьями.
Автор прозаических произведений для детей и юношества.
Отдельными изданиями вышли его книги «Скорее бы вырасти», «Задачи бывают разные», «Ордена боевой славы», «Я — сам», «Тайна одна на всех».
Одновременно с созданием книг продолжал литературно-критическую деятельность, в поле зрения которой чаще попадали произведения писателей, также пишущих для детей.